# 法拉洛普島
法拉洛普島是西太平洋島國密克羅尼西亞聯邦的島嶼，屬於加羅林群島的一部分，位於烏利西環礁以東，由雅蒲島負責管轄，長1.2公里、寬1.1公里，面積0.93平方公里，最高點海拔高度6.7米，1987年人口481。

## 外部連結
- Informationen über Ulithi einschl. Falalop （页面存档备份，存于） (englisch)